# Lyman (Mississippi)
Lyman is een plaats (census-designated place) in de Amerikaanse staat Mississippi, en valt bestuurlijk gezien onder Harrison County.

## Demografie
Bij de volkstelling in 2000 werd het aantal inwoners vastgesteld op 1081.

## Geografie
Volgens het United States Census Bureau beslaat de plaats een oppervlakte van
21,0 km², waarvan 20,6 km² land en 0,4 km² water.

## Plaatsen in de nabije omgeving
De onderstaande figuur toont nabijgelegen plaatsen in een straal van 24 km rond Lyman.